# Stückgröße
Eine Stückgröße ist eine Größe in der Wirtschaftswissenschaft, die eine sonst insgesamt erfasste Größe pro Stück (z. B. pro Produkteinheit) betrachtet. Dadurch werden oft ganz andere Extrempunkte der Kurvenverläufe gefunden. 
Man unterscheidet folgende Stückgrößen:
- Kosten {\displaystyle K}
  - Stückkosten {\displaystyle k}
    - variable Stückkosten: {\displaystyle k_{v}={K_{v} \over x}}
    - fixe Stückkosten: {\displaystyle k_{f}={K_{f} \over x}} (siehe auch Fixkostendegression)
    - gesamte (durchschnittliche) Stückkosten: {\displaystyle k_{f}={{K_{f}+K_{v}} \over x}}
- Erlös {\displaystyle E}
  - Stückerlös {\displaystyle e}
    - fixer Stückerlös: {\displaystyle e_{f}={E_{f} \over x}}
    - variabler Stückerlös: {\displaystyle :e_{v}={E_{v} \over x}}
    - gesamter (durchschnittlicher) Stückerlös:{\displaystyle e={{E_{f}+E_{v}} \over x}}
- Gewinn
  - Stückdeckungsbeitrag: {\displaystyle db={DB \over x}}
  - durchschnittlicher Stückgewinn: {\displaystyle g={{DB+E_{f}-K_{f}} \over x}}